# Brigitte Annerl

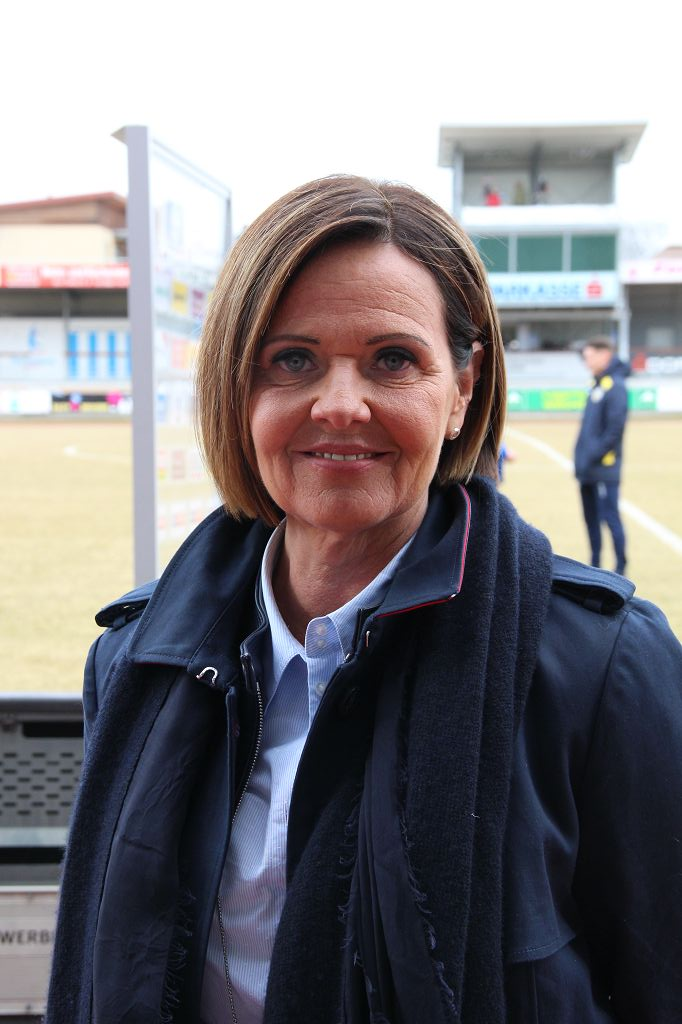
Brigitte Annerl (2019)

Brigitte Annerl (* 11. September 1969 in Wien) ist eine österreichische Unternehmerin und Sportfunktionärin.
Annerl wuchs in Wien auf und gründete 2006 das Pharmaunternehmen Lenus Pharma, Weltmarktführer mit Profertil, ein Diätetisches Lebensmittel gegen männliche Unfruchtbarkeit, in Wien-Ottakring. 2017 wurde sie Präsidentin des Bundesliga-Fußballklubs TSV Hartberg.

## Leben und Ausbildung
Annerl wuchs in Wien in einfachen Verhältnissen auf „Ich komme aus überschaubaren Verhältnissen. Ich bin in der Wiener Goldschlagstraße mit Toilette auf dem Gang aufgewachsen. Dann am Rennbahnweg – auch nicht das Paradies von Wien.“ Als 17-Jährige zog Annerl von zu Hause aus, schloss die Matura ab und studierte bis zum 1. Abschnitt Medizin. Auf Grund der Geburt ihres Sohnes brach sie das Studium frühzeitig ab.
Sie arbeitete daraufhin als Referentin eines Pharmaunternehmens und absolvierte einen berufsbegleitenden Marketinglehrgang an der Wirtschaftsuniversität Wien. Nach dem Abschluss eines Postgraduate Studiums für Gesundheitsmanagement an der Donau-Universität Krems wechselte Annerl in die Selbstständigkeit. 2006 gründete Annerl in Wien das Pharmaunternehmen Lenus Pharma, das sich hauptsächlich der Behandlung der Unfruchtbarkeit bei Männern widmet.

## Wirken
Lenus Pharma
Brigitte Annerl baute das Unternehmen Lenus Pharma aus eigener Kraft ohne familiäre und finanzielle Unterstützung auf. Mittlerweile exportiert das Unternehmen erfolgreich in über 70 Länder Produkte für die Fachgebiete Urologie, Andrologie, Gynäkologie, IVF und Ophthalmologie. Die Produkte des Weltmarktführers in der Behandlung männlicher Unfruchtbarkeit werden im Salzburger Lungau hergestellt und stehen laut Annerl „Made in Austria und daher für höchste Qualität“.
Das Unternehmen erhielt den Exportpreis 2020 in der Sparte Handel, einer der hochrangigsten Auszeichnungen der österreichischen Wirtschaft.
TSV Hartberg
Neben ihrem Hauptberuf ist die fußballbegeisterte Annerl seit 2017 auch Präsidentin des TSV Hartberg, der unter ihrer Ägide von der 3. Liga 2017 in die Bundesliga aufstieg. In dritter Instanz erkämpfte Annerl für TSV Hartberg das Recht für die Lizenz in der höchsten Spielklasse und Annerl wurde somit die erste österreichische Präsidentin in einem Bundesligaclub. Der TSV Hartberg, beheimatet in der Profertil Arena, schaffte es 2020 erstmals in die Qualifikationsrunde zur UEFA Europa League.

## Auszeichnungen
- 2006 Woman Award Österreich, Bereich Innovation, Brigitte Annerl
- 2007 Woman of the Year (US), Brigitte Annerl
- 2018 UnternehmerInnen Award, WKO[9], Brigitte Annerl
- 2020 Kopf des Jahres, Kleine Zeitung[10], Brigitte Annerl
- 2020 Exportpreis Österreich, WKO[11], Lenus Pharma